# Juzan

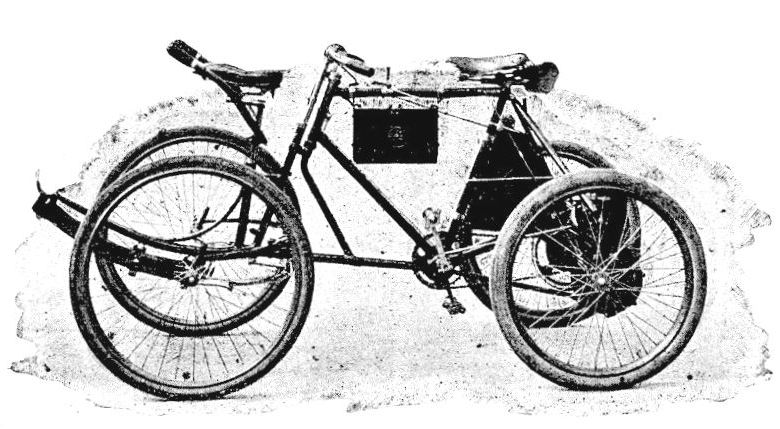
Juzan Quadricylce ¾ CV (1897)

Juzan war ein französischer Hersteller von Automobilen.

## Unternehmensgeschichte
Herr Juzan begann 1897 mit der Produktion von Automobilen. Der Markenname lautete Juzan. Im gleichen Jahr endete die Produktion bereits wieder.

## Fahrzeuge
Juzan bot ab 1897 leichte, vierrädrige Kleinwagen (Quadricycles) an. Dazu baute Juzan Dreiräder (Tricycles) von De Bion-Bouton durch Modifikation von Vorderachse und Lenkung zu Quadricycles um. Die Hinterachse und der Antriebsstrang einschließlich des ¾ PS-Motors von De Dion-Bouton blieben erhalten.